# Pistolochia-Osterluzei
Die Pistolochia-Osterluzei (Aristolochia pistolochia) ist eine Pflanzenart aus der Gattung der Pfeifenblumen (Aristolochia), die zur Familie der Osterluzeigewächse (Aristolochiaceae) gehört.

## Beschreibung
Die Pistolochia-Osterluzei ist eine 15–40 cm hohe, mehrstängelige, behaarte, krautige Pflanze. Die mit 1–5 mm kurz gestielten, 1–3(–5) cm langen Blätter stehen wechselständig, sind eiförmig-dreieckig und an ihrem Grund tief herzförmig eingeschnitten. Der Blattrand ist undeutlich gesägt. Auf der Blattunterseite treten die weißlichen, netzförmig verlaufenden Blattadern deutlich hervor. Die Blätter tragen am Rand und auf der Blattunterseite charakteristische, feine, knorpelige Zähnchen bzw. Papillen.
Die 2–5 cm langen, aufrechten Blüten stehen einzeln in den Blattachseln. Sie besitzen eine unten bauchig erweiterte fast gerade Röhre mit einer sich daran anschließenden Zunge und einer kurzen, lappigen Unterlippe. Die Röhre ist außen bräunlich Die auf der Innenseite deutlich gezeichnete Zunge und die Unterlippe sind dunkelbraun. Der Fruchtknoten ist unterständig, kurz drüsig-borstig. Der bauchige Teil der Kronröhre enthält einen wulstigen Griffelkomplex mit sechs seitlichen Staubblättern.
Die hängende, ellipsoidische Kapselfrucht besitzt sechs Fächer.
Blütezeit ist von April bis Juni.
Die Chromosomenzahl beträgt 2n = 14.

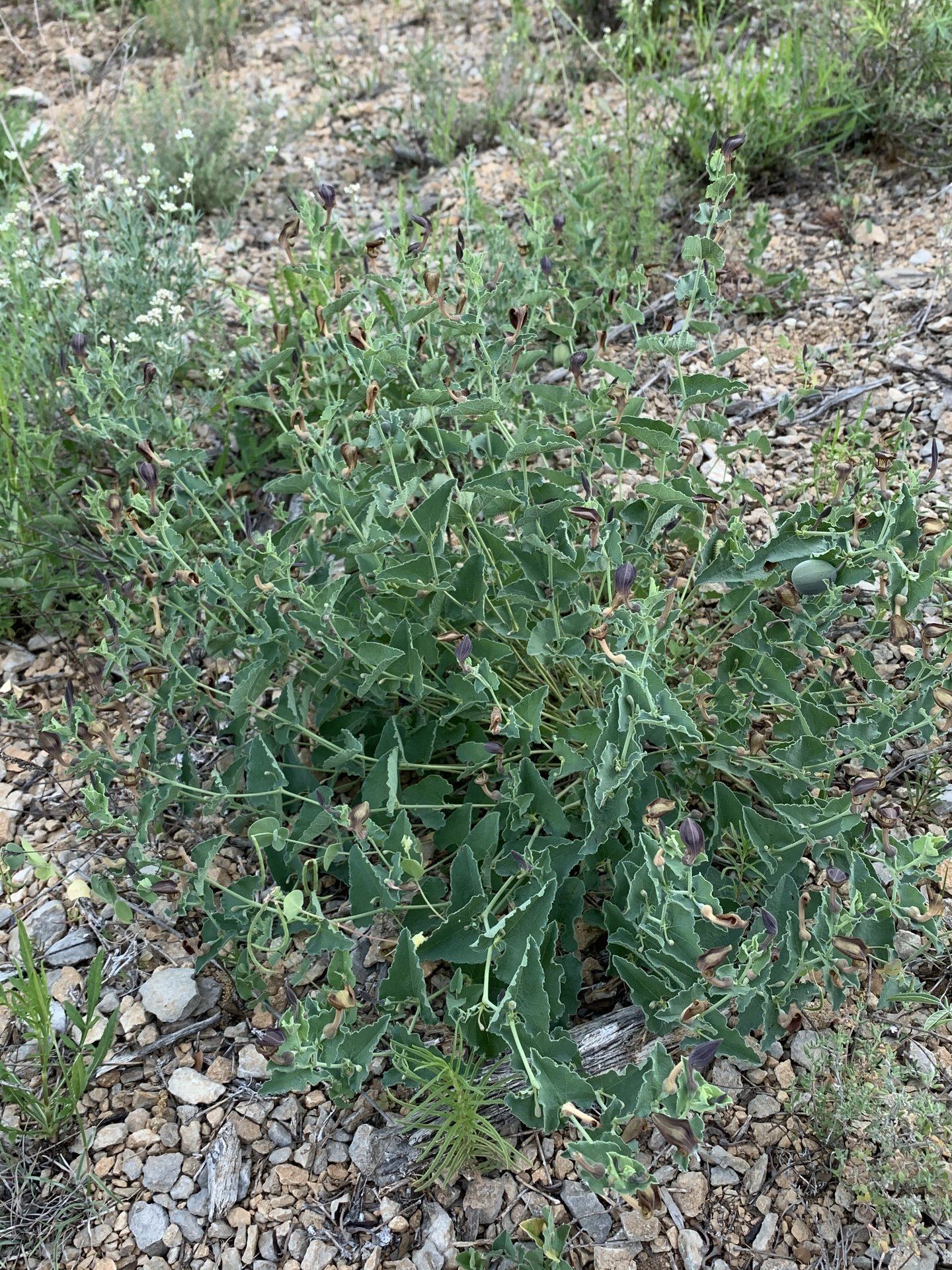
Gesamte Pflanze
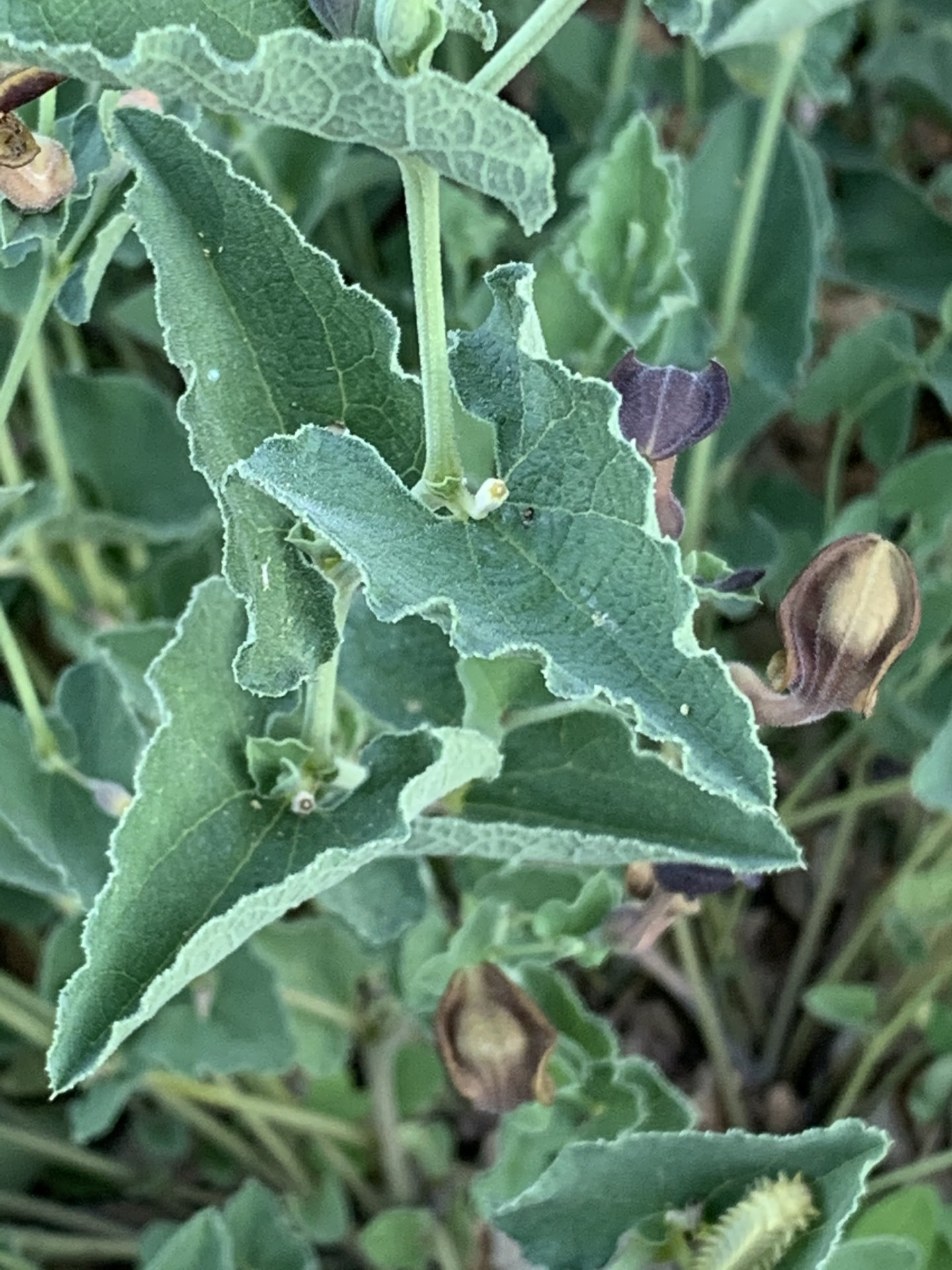
Blattoberseite
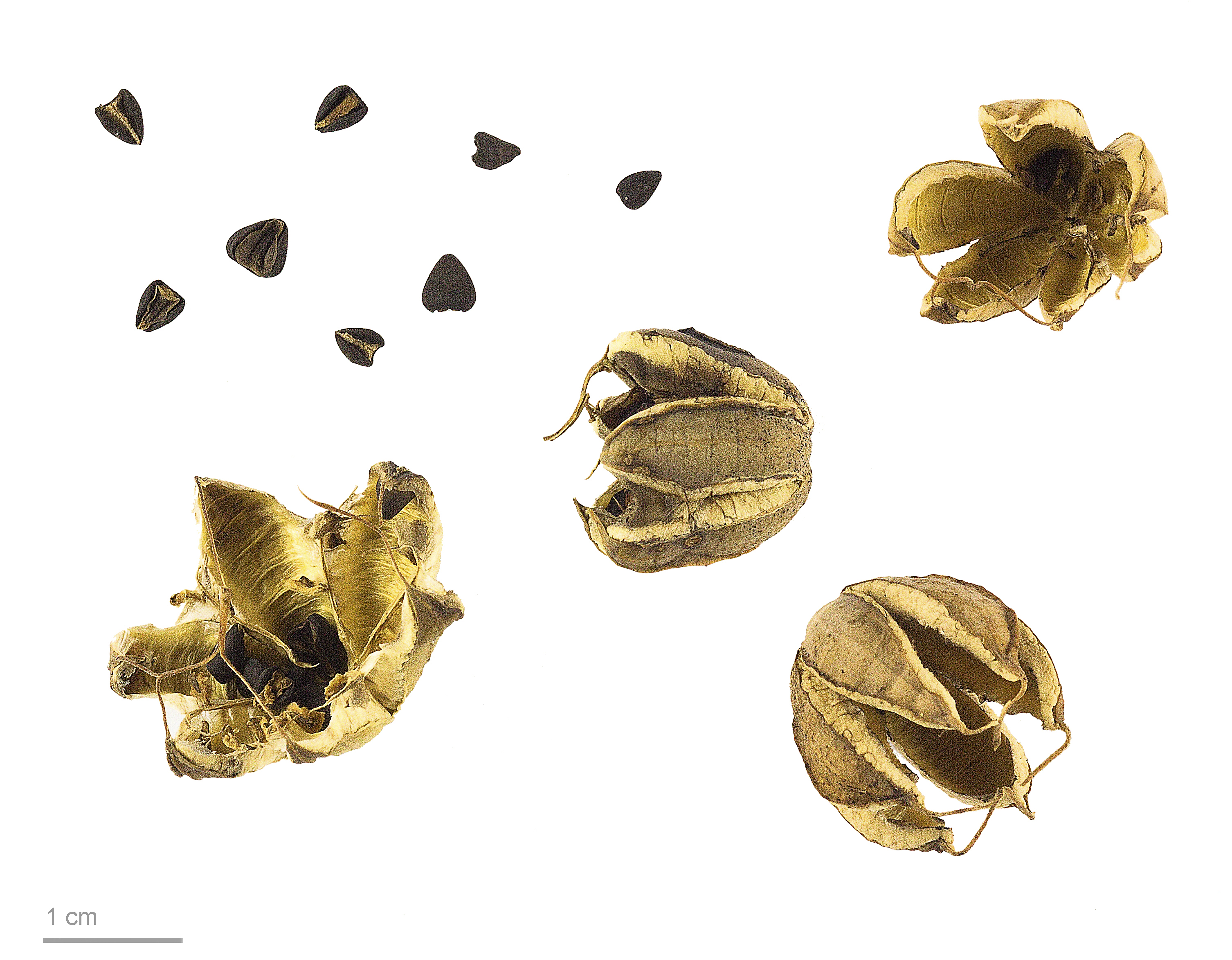
Kapselfrüchte und Samen

## Vorkommen
Die Pistolochia-Osterluzei kommt in Südwesteuropa in den Ländern Frankreich (mit Korsika), Spanien und Portugal sowie in Marokko auf trockenen Standorten, felsigen Böden, in Garrigues aber auch im Kulturland vor.

## Ökologie
Neben anderen Arten der Gattung Pfeifenblumen (Aristolochia) ist die Pistolochia-Osterluzei Futterpflanze für die Raupen des Spanischen Osterluzeifalters (Zerynthia rumina).